# Prix Dong-in
Le prix Dong-in (동인문학상) est un prix littéraire sud-coréen créé en 1955 par le magazine littéraire Monde d'idées (Sasanggye).
Il est nommé en l'honneur de l'écrivain coréen Kim Dong-in (1900–1951), pionnier de la littérature moderne coréenne, et est décerné chaque année à un écrivain coréen dont les œuvres sont publiées dans les principales revues littéraires coréennes, dans le but de promouvoir la créativité nationale.
De 1956 à 1967, le prix a été parrainé et organisé par la revue Sasanggyesa et de 1979 à 1985 par l'éditeur Dongseo Munhwasa (Cultures orientale et occidentale). Depuis 1987, le prix est géré par le journal Chosun Ilbo.

## Lauréats
| Année                                                                  | Auteur          | Titre (coréen, translittération, traduction)                                                                                             | Publication française                   |
| ---------------------------------------------------------------------- | --------------- | --- | --------------------------------------- |
| 1956                                                                   | Kim Seonghan    | 바비도 Babido |                                         |
| 1957                                                                   | Sunwoo Hwi      | 불꽃 Bulkkot Fleurs de feu |                                         |
| 1958                                                                   | Oh Sangwon      | 모반 Moban Une trahison |                                         |
| 1959                                                                   | Son Chang-Seop  | 잉여인간 Ing-yeo in-gan Les gens en marge                                                                                                |                                         |
| 1960                                                                   | Yi Beomseon     | 오발탄 Obaltan Balle perdue (adapté en film homonyme)                                                                                    |                                         |
| 1960                                                                   | Seo Kiwon       | 이 성숙한 밤의 포옹 I seongsughan bamui poong L'étreinte d'un soir                                                                       |                                         |
| 1961                                                                   | Nam Jung-hyun   | 너는 뭐냐 Neoneun mwonya Ce que vous êtes                                                                                                |                                         |
| 1962                                                                   | Yi Hocheol      | 닳아지는 살들 Dajineun saldeul Chair déchirée                                                                                            |                                         |
| 1962                                                                   | Jeon Kwangyong  | 꺼삐딴 리 Kkeoppittan ri Capitaine Lee                                                                                                   |                                         |
| 1964                                                                   | Song Byeongsu   | 잔해 (3) Janhae (3) Débris (3) |                                         |
| 1965                                                                   | Kim Seungok     | 서울 1964년 겨울 Seoul 1964nyeon gyeoul Séoul, hiver 1964                                                                                |                                         |
| 1966                                                                   | Choi In-hun     | 웃음소리 Useumsori Rire |                                         |
| 1967                                                                   | Yi Chong-jun    | 병신과 머저리 Byeongsingwa meojeori Les Cons et les Imbéciles                                                                            |                                         |
| Aucun prix décerné de 1968 à 1978 (aucun organisateur pour la période) |                 | |                                         |
| 1979                                                                   | Jo Sehui        | 난장이가 쏘아올린 작은 공 Nanjangiga ssoaollin jageun gong La petite balle lancée par un nain                                            | La Petite Balle lancée par un nain      |
| 1980                                                                   | Jeon Sang-guk   | 우리들의 날개 Urideurui nalgae Nos ailes                                                                                                 |                                         |
| 1982                                                                   | Oh Jung-hee     | 동경 Donggyeong Miroir de cuivre, |                                         |
| 1982                                                                   | Yi Mun-yol      | 금시조 Geumsijo L'oiseau aux ailes d'or                                                                                                  |                                         |
| 1984                                                                   | Kim Won-il      | 환멸을 찾아서 Hwanmyeoreul chajaseo À la recherche de la désillusion                                                                     |                                         |
| 1985                                                                   | Jung Soseong    | 아테네 가는 배 Atene ganeun bae Le bateau pour Athènes                                                                                   |                                         |
| Aucun prix décerné en 1986 (changement d'organisateur)                 |                 | |                                         |
| 1987                                                                   | Yoo Jae-yong    | 어제 울린 총소리 Eoje ullin chongsori Des coups de feu ont retenti hier                                                                  |                                         |
| 1988                                                                   | Park Yeonghan   | 지옥에서 보낸 한철 Jiogeseo bonaen hancheol Une saison en enfer                                                                          |                                         |
| 1989                                                                   | Kim Moon-soo    | 만취당기 Manchwidang-gi Se soûler |                                         |
| 1990                                                                   | Kim Hyang-suk   | 안개의 덫 Angaeui deoct Pris au piège dans le brouillard                                                                                 |                                         |
| 1991                                                                   | Kim Wonu        | 방황하는 내국인 Banghwanghaneun naegugin Parasite domestique                                                                             |                                         |
| 1992                                                                   | Choe Yun        | 회색 눈사람 Hoesaek nunsaram Le bonhomme de neige gris                                                                                   |                                         |
| 1993                                                                   | Song Giwon      | 아름다운 얼굴 Areumdaun eolgul Beau visage                                                                                               |                                         |
| 1994                                                                   | Park Wansuh     | 나의 가장나종 지니인것 Naui gajangnajong jiniingeot Ma dernière possession                                                               |                                         |
| 1995                                                                   | Jeong Chan      | 슬픔의 노래 Seulpeumui norae Le chant du chagrin                                                                                         |                                         |
| 1996                                                                   | Lee Soon-won    | 수색, 어머니 가슴속으로 흐르는 무늬 Susaek, eomeoni gaseumsogeuro heureuneun munui Recherche, le motif coulant dans le cœur de la mère   |                                         |
| 1997                                                                   | Shin Kyung-sook | 그는 언제 오는가 Geuneun eonje oneunga Quand vient-il ?                                                                                  |                                         |
| 1998                                                                   | Yi Yungi        | 숨은 그림 찾기1 Sumeun geurim chatgi1 Trouver les images cachées 1                                                                       |                                         |
| 1999                                                                   | Ha Seong-nan    | 곰팡이꽃 Gompang-ikkoch Fleurs de moisissures                                                                                            |                                         |
| 2000                                                                   | Lee Mun-ku      | 내 몸은 너무 오래 서 있거나 걸어왔다 Nae momeun neomu orae seo itgeona georeowatda Mon corps est resté debout et a marché trop longtemps |                                         |
| 2001                                                                   | Kim Hoon        | 칼의 노래 Karui norae Le chant du sabre                                                                                                  | Le chant du sabre, Gallimard            |
| 2002                                                                   | Song Sokze      | 황만근은이렇게말했다 Hwang man geun eun ireotgae malhaetda Ainsi s'exprime Hwang Man Geun                                                |                                         |
| 2003                                                                   | Kim Yeonsu      | 내가 아직 아이였을 때 Naega ajik aiyeosseul ttae Quand j'étais encore un enfant                                                          |                                         |
| 2004                                                                   | Kim Yeongha     | 검은꽃 Geomeunkkoch Fleur noire, | Fleur noire, Philippe Picquier, 2007    |
| 2005                                                                   | Gwon Jiye       | 꽃게무덤 Kkochgemudeom La tombe du crabe                                                                                                 |                                         |
| 2006                                                                   | Lee Hye-gyeong  | 틈새 Teumsae Écart |                                         |
| 2007                                                                   | Eun Hee-kyung   | 아름다움이 나를 멸시한다 Areumdaumi nareul myeolsihanda La beauté me fuit                                                                |                                         |
| 2008                                                                   | Jo Kyung-ran    | 풍선을 샀어 Pungseoneul sasseo J’avais acheté des ballons                                                                                |                                         |
| 2009                                                                   | Kim Gyeong-uk   | 위험한 독서 Wiheomhan dokseo Lecture dangereuse                                                                                          |                                         |
| 2010                                                                   | Kim In-sook     | 안녕, 엘레나 Annyeong, ellena Adieu Elena                                                                                                |                                         |
| 2011                                                                   | Pyun Hye-young  | 저녁의 구애 Jeonyeogui guae Parade nuptiale nocture                                                                                      |                                         |
| 2012                                                                   | Jung Young-moon | 어떤 작위의 세계 Eotteon jagwiui segye Un monde d'artifices,                                                                             |                                         |
| 2013                                                                   | Lee Seung-u     | 지상의 노래 Jisangui norae Le chant de la terre                                                                                          | Le Chant de la terre, Decrescenzo, 2017 |
| 2014                                                                   | Gu Hyo-seo      | 별명의 달인 Byeolmyeong-ui dal-in Le maître des surnoms                                                                                  |                                         |
| 2015                                                                   | Kim Jung-hyuk   | 가짜 팔로 하는 포옹 Gajja pallo haneun poong Le faux câlin                                                                               |                                         |
| 2016                                                                   | Lee Seung-u     | 안녕 주정뱅이 Annyeong jujeongbaeng-i Salut l'ivrogne                                                                                    |                                         |
| 2017                                                                   | Kim Ae-ran      | 바깥은 여름 Bakkat-eun yeoleum L'été dehors                                                                                              |                                         |
| 2018                                                                   | Lee Kiho        | 누구에게나 친절한 교회오빠 강민호 Nuguegena chinjeolhan gyohoeoppa gangminho Kang Min-ho, le gentil paroissien                           |                                         |
| 2019                                                                   | Choi Suchol     | 독의 꽃 Dog-ui kkoch La fleur empoisonnée                                                                                                |                                         |
| 2020                                                                   |                 | |                                         |
| 2021                                                                   |                 | |                                         |